# Björn Afzelius live Hovdala slott
Björn Afzelius live Hovdala slott är en livekonsert med Björn Afzelius och band från 1989 inspelad vid Hovdala slott utanför Hässleholm. Producerad av Strix television och visad i Sveriges television.

## Låtlista
Text och musik av Björn Afzelius, om inget annat anges.
1. "Don Quixote" (Text: Björn Afzelius; musik: Silvio Rodríguez)
2. "Vi lever ännu" + intervju
3. "Isabelle"
4. "Pata Pata" Sång av Triple & Touch
5. "Ikaros" + intervju
6. "Odyssevs"
7. "Bella Donna"
8. "Till min kära"
9. "Sådan herre"
10. "Tusen bitar" (Originaltext och musik: Anne Linnet; svensk text: Björn Afzelius)
11. "Europa"

## Musiker
- Björn Afzelius - Sång, gitarr
- Olle Nyberg - Kapellmästare, keyboard
- Frederik Adlers - Keyboard
- Anders Hagberg - Saxofon, flöjt
- Åke Sundqvist - Trummor
- Billy Cross - Gitarr
- Micke Jahn - Gitarr
- Hannes Råstam - Bas

Triple & Touch:
- Ken Wennerholm - Bakgrundssång, trumpet
- Göran Rudbo - Bakgrundssång, trumpet
- Lasse Kroner - Bakgrundssång, percussion
- Håkan Glänte Före detta Johansson - Bakgrundssång, percussion